# Chiesa di San Cristoforo (Cureglia)
La chiesa di San Cristoforo è un edificio religioso che si trova a Cureglia, in Canton Ticino.

## Storia
La struttura viene citata per la prima volta in documenti storici risalenti al 1420, anche se successivamente venne radicalmente trasformata. Nel 1468 divenne Chiesa parrocchiale. Il campanile è del 1813.

## Descrizione
La chiesa ha una pianta a croce latina, con la navata principale suddivisa in tre campate e ricoperta da una volta a crociera. Il transetto ha invece una copertura a botte e all'intersezione con la navata è presente una cupola. Sui fianchi della navata si aprono quattro cappelle laterali.